# Fridericianum

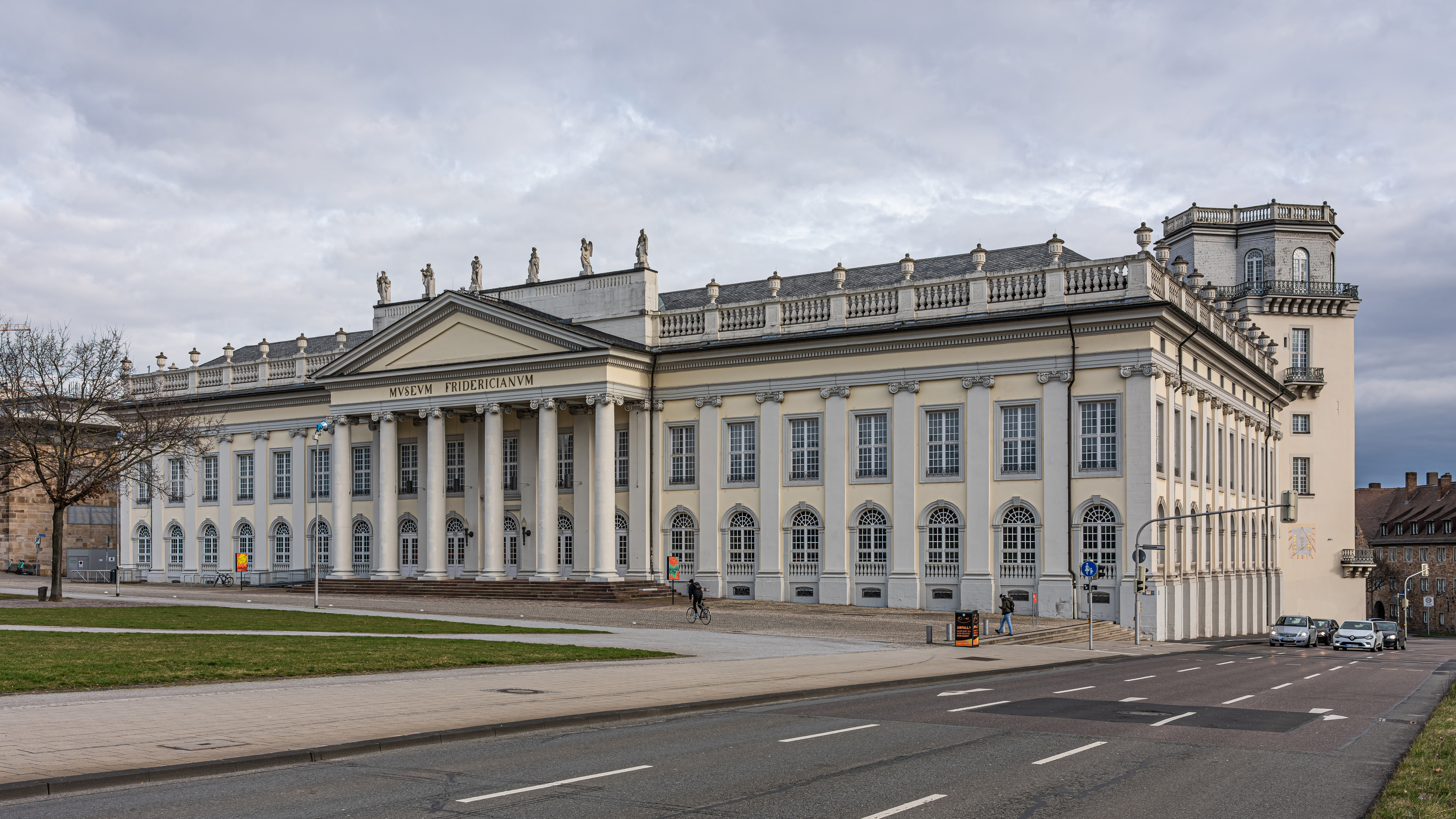
Fridericianum (2022)

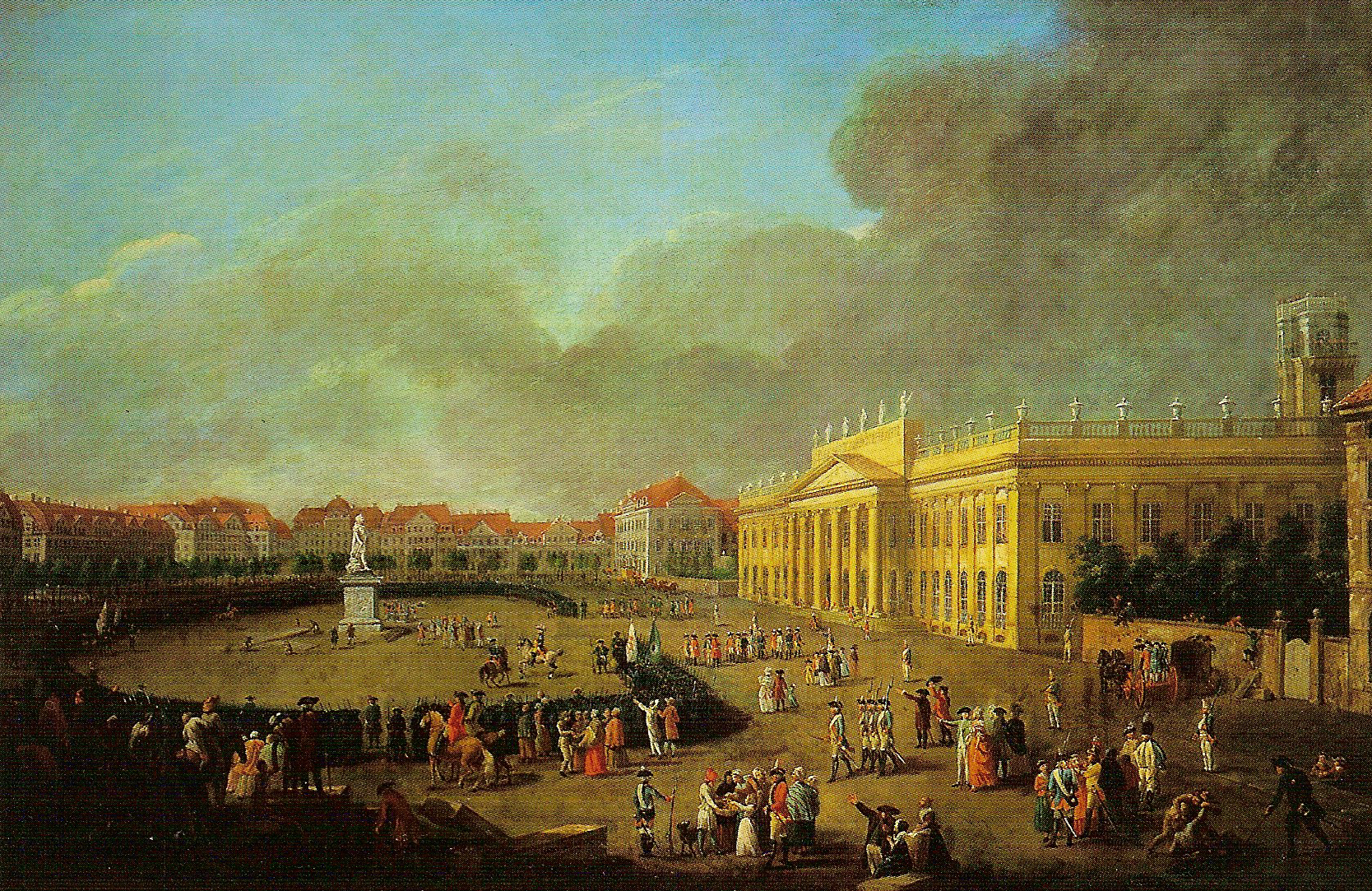
Johann Heinrich Tischbein de Oudere: Friedrichsplatz (1783)

Het Fridericianum is een tentoonstellingsgebouw (kunsthal), gelegen aan de Friedrichsplatz in Kassel in de Duitse deelstaat Hessen.

## Geschiedenis
Kassel was van 1277 tot 1810 de hoofdstad van het landgraafschap Hessen-Kassel. Van 1769 tot 1779 werd het Fridericianum in opdracht van de Hessische landgraaf Frederik II van Hessen-Kassel gebouwd naar een ontwerp van Simon Louis du Ry in de classicistische stijl. Het was het eerste museumgebouw in Europa, dat voor het publiek toegankelijk moest zijn. In het museum, dat werd geopend in 1779, werden de kunstverzameling en de bibliotheek ondergebracht.
De kunstcollectie bevindt zich sinds 1913 in het Hessisches Landesmuseum Kassel. Na de Tweede Wereldoorlog kreeg het Fridericianum weer zijn museumfunctie terug, maar nu als tentoonstellingsgebouw voor wisselexposities. In 1955 werd de eerste documenta hier gehouden en nog steeds is het Fridericianum het hoofdgebouw van de vijfjaarlijkse expositie.

## Functie
- Hoofdgebouw voor documenta

en in de tussenliggende jaren:
- Kunsthalle Fridericianum voor exposities van moderne en hedendaagse kunst, met de nadruk op de presentatie van jonge, internationale kunstenaars
- Kasseler Kunstverein, opgericht in 1835 en daarmee een van de oudste kunstenaarsverenigingen van Duitsland. De Kunstverein beschikt op de begane grond over een tentoonstellingsruimte van 500 m²